# Mr. Spriggs Buys a Dog
Mr. Spriggs Buys a Dog è un cortometraggio muto del 1913 diretto da Dell Henderson.

## Produzione
Il film fu prodotto dalla Biograph Company.

## Distribuzione
Distribuito dalla General Film Company, il film - un cortometraggio di 136,55 metri - uscì nelle sale cinematografiche USA il 31 luglio 1913.
Nelle proiezioni, veniva programmato con il sistema dello split reel, accorpato in un'unica bobina con un altro cortometraggio prodotto dalla Biograph, la commedia Those Little Flowers.
Copia della pellicola viene conservata negli archivi del Museum of Modern Art.